# Zalaapáti-hát
A Zalaapáti-hát a Zalai-dombság egyik kistája Zala és részben Somogy vármegye területén. A 752 km²-es területű, észak–déli irányban hosszan elnyúló, erősen tagolt alacsony hátságot a Dráva, a Zala és a Principális-csatorna fogja közre. Nyugatról a Principális-völgy, északnyugatról a Felső-Zala-völgy, északkeletről az Alsó-Zala-völgy, keletről a Kis-Balaton-medence, délkeletről a Nyugat-Belső-Somogy, délről a Közép-Dráva-völgy, délnyugatról pedig a Mura bal parti sík határolja.

## Földtan és domborzat
A Zalaapáti-hát medencealjzatának földtani felépítése megegyezik a nyugatra elterülő Egerszeg–Letenyei-dombságéval, amelytől a Principális-csatorna választja el. A triász és kréta időszaki karbonátos kőzetekből, valamint devon és szilur korabeli metamorfitösszletekből felépülő alaphegységet jégkorszaki vályog, helyenként pedig lösz, illetve löszös üledék borítja. Belezna térségében szénhidrogénkészleteket rejt a föld mélye.
Az észak–déli tengely mentén hosszan elnyúló, déli irányban kiszélesedő hátság, voltaképpen erősen lepusztult deráziós-eróziós dombság felszíne rendkívül tagolt. Alapvető szerkezeti jellemzőit a dél felé lépcsőzetesen alacsonyodó, nyugat–keleti irányú nagy lejtésű harántvetődések határozzák meg. A sűrű hálózatú deráziós völgyek közötti lejtők és gerincek erősen erodáltak, az Alsó-Zala-völgy felőli peremén a hátság szerkezete völgyvállas. Különösen északi részén gyakori a középhegységekre jellemző, számottevő szintkülönbség: területének 11,6%-án a relatív relief meghaladja a 100 m/km²-t, de nagy kiterjedésűek az 50–100 m/km²-es relatív reliefű lejtők is (43,6%). A Zalaapáti-hát legmagasabb pontja északon, Zalakoppány nyugati térségében (332 m), legalacsonyabb pontja déli peremén, Porrogszentkirály közelében (130 m) mérhető.
Északi része a Zala vízgyűjtő területe, jelentősebb vizei a Zalaapáti-patak, az Esztergályi-csatorna és a Berdai-víz, középvízhozamuk 14–29 m³/s közötti. A kistáj déli részének vizét az északiaknál bővizűbb  (24–40 m³/s) Bakónaki-patak és Szaplányosi-patak csapolja le a Principális-csatornába, illetve a Rigóci-patak és a Márjás-patak a Dombó-csatornába, így végeredményben a Dráva vízgyűjtőterületéhez tartozik. A Zalaapáti-hát két kis területű természetes állóvize Pacsánál és Galamboknál található, összterületük 6,4 ha. A kistáj három nagyobb mesterséges halastavának együttes kiterjedése 53 ha, közülük legnagyobb a Pogányszentpéteri-halastó (26,7 ha); mellettük több kisebb horgásztó is található a térségben. Rétegvizei közül jelentős a zalakarosi termálgyógyvíz.

## Éghajlat
Mérsékelten hűvös kistáj, az átlagos évi hőmérséklet 9,5–9,8 °C között alakul, területi különbségekkel a hűvösebb északi és enyhébb déli vidékek között. A vegetációs időszak átlaghőmérséklete 16,0–16,5 °C között várható, hasonló területi eloszlásban. A hűvös hőmérséklethez viszonyítva relatíve magas az évenkénti 1900–1950 napsütéses órák száma, amely észak felől déli irányban csökken. A csapadékmennyiség éves átlaga 700–750 mm közötti, ezzel mérsékelten nedves kistájaink közé tartozik. Az uralkodó szélirány az északi.

## Talaj és növényzet
A Zalaapáti-hát területének jelentős részét (72%) agyagbemosódásos barna erdőtalajok fedik, melyek vízháztartása és termékenysége egyaránt kedvez a szántó-, valamint a szőlőművelésnek. A pszeudoglejes barna erdőtalajok (22%) kedvezőtlenebb mezőgazdasági potenciállal rendelkeznek, helyenként kémhatásuk is erősen savanyú, így erdősültségük is nagyobb. Szórványosan találhatóak barnaföldekkel borított területek (1%), valamint a hátság patakvölgyeiben réti talajok és lápos réti talajok (1-1%). Az erősen erodált hátság felszínének mintegy 3%-át talajtakaró nélküli köves és földes kopárok teszik ki.
A kistáj egésze potenciális erdőterület, természetes erdőtársulásait a szubmediterrán bükkösök alkotják, amelyek helyét alacsonyabb tengerszint feletti magasságokban a gyertyános- vagy cseres-kocsánytalantölgyesek veszik át. A bükkösök jellemző szubmediterrán elemei a kakasmandikó (Erythronium denscanis), a pirítógyökér (Tamus communis) és a zalai bükköny (Vicia orobiodes). Emellett a patakvölgyekben az égerligetek számítanak honos növénytársulásnak. A természetes erdőterületek ugyanakkor a mezőgazdasági termelés következtében napjainkra megcsappantak, az egykori irtásrétek egy részén ma zártkerti gyümölcsösök találhatóak. A Nagykanizsa környéki, kis kiterjedésű természetes gyepek, meszes homokpuszták jellemző társulásalkotó növényfajai a magyar csenkesz (Festuca vaginata), a kék szamárkenyér (Echinops ritro subsp. ruthenicus) és a homoki vértő (Onosma arenaria). Az ugyanitt egykor foltokban meglévő üde láprétek napjainkra kiszáradtak, és kékperjés láprétekké alakultak, több értékes növényfaj eltűnését előidézve.
A hátság egy része a Duna–Dráva Nemzeti Park felügyelete alatt áll, kiemelt természeti értékei a csurgónagymartoni Ágneslaki Arborétum, az iharosberényi Inkey-kastély parkja, valamint a beleznai négyszáz éves kocsányos tölgy.
| Területhasznosítás | Terület     | Területarány |
| ------------------ | ----------- | ------------ |
| Lakott terület     | 3 378,5 ha  | 4,5%         |
| Szántó             | 30 042,7 ha | 39,9%        |
| Kert               | 6 285,4 ha  | 8,4%         |
| Szőlő              | 1 868,7 ha  | 2,5%         |
| Rét, legelő        | 4 710,7 ha  | 6,3%         |
| Erdő               | 28 451,5 ha | 37,8%        |
| Vízfelszín         | 465,9 ha    | 0,6%         |

## Népesség
A Zalaapáti-hát népessége 68 455 fő (2001), népsűrűsége kevéssel eltér az országos átlagtól (91,0 fő/km²). Ez a relatíve magas lakosságszám azonban egyenetlen településhálózat és népességeloszlás eredménye. A kistáj délnyugati peremén fekszik Nagykanizsa, s a kistájra esik Kiskanizsa nélküli belterületi része; itt koncentrálódik a kistáj népességének kb. 60%-a. A Zalaapáti-hát másik városi jogállású települése a kis lélekszámú gyógyüdülőhely, Zalakaros (1345 fő, 2001). A Nagykanizsától északra elterülő hátsági rész településhálózata sűrű, de Zalakaros és néhány 1-2 ezres lakosságú település (Galambok, Gelse, Nagyrécse, Pacsa, Szentpéterúr, valamint a Nagykanizsához tartozó Palin) kivételével 500–1000 lelkes kisfalvak (Dióskál, Felsőrajk, Garabonc, Nagyrada, Újudvar, Zalaszabar), 200–500 fős aprófalvak (Alsórajk, Bezeréd, Csapi, Egeraracsa, Gelsesziget, Kerecseny, Kilimán, Nagybakónak, Orosztony, Tilaj, Zalamerenye, Zalaszentjakab, továbbá a Zalaszentgróthoz tartozó Csáford és Zalakoppány), valamint ezeknél is kisebb törpefalvak (Almásháza, Gétye, Kallósd, Kisrécse, Ligetfalva, Padár, Zalaigrice, Zalasárszeg, Zalaszentmárton, Zalaújlak) alkotják a települések derékhadát. A Nagykanizsától délre elterülő rész településhálózata kevésbé sűrű, de a településenkénti átlagnépesség az északi területekétől is elmarad. Egyedül a Somogy vármegyei Iharosberény lakossága haladja meg az 1000 főt, mellette javarészt kisfalvak (Belezna, Miháld, Sand, Surd, illetve Somogy vármegyében Iharos és Pogányszentpéter), aprófalvak (Liszó, Nemespátró, a Nagykanizsához tartozó Bagola és Szabadhegy, Somogyban Csurgónagymarton, Porrog, Porrogszentkirály) és törpefalvak (Nagykanizsa tartozéktelepülései, Kisfakos és Nagyfakos, illetve a somogyi részen Porrogszentpál és Somogybükkösd) találhatóak itt.
A 2001. évi népszámlálás adatai alapján a lakosság 79,6%-a római katolikus, 3,7%-a evangélikus, 2,5%-a református felekezetű. A magyar nemzetiségűek részaránya 97,4%-os, számottevő kisebbséget képviselnek a cigányok (2,1%; Csapi 32%, Garabonc 18%, Szentpéterúr 18%, Iharosberény 17%, Zalaszentjakab 15%, Galambok 11%).